# 富野村 (福島県)
富野村（とみのむら）は福島県伊達郡にあった村。現在の伊達市梁川町八幡・梁川町舟生にあたる。

## 地理
- 山：和田山
- 河川：阿武隈川、塩野川

## 歴史
- 1889年（明治22年）4月1日 - 町村制の施行により、八幡村、舟生村の区域をもって発足。
- 1955年（昭和30年）3月1日 - 梁川町・五十沢村・山舟生村・白根村・堰本村・粟野村と合併して梁川町が発足。同日富野村廃止。
- 2006年（平成18年）1月1日 - 梁川町が伊達町・保原町・霊山町・月舘町と合併して伊達市が発足。

## 交通

### 鉄道路線
現在は阿武隈急行線の富野駅、兜駅が所在するが、当時は未開業。

## 出身・ゆかりのある人物
- 斎藤勇（英文学者、東京大学名誉教授）